# مايك إيفانز (لاعب كرة قدم)
مايك إيفانز (بالإنجليزية: Mike Evans)‏ (و. 1993  م) هو لاعب كرة قدم أمريكية، من الولايات المتحدة، ولد في غالفستون، يلعب كمستقبل واسع ‏.

## التعليم
تعلم في Ball High School ‏.

## روابط خارجية
- مايك إيفانز على موقع إي إس بي إن.كوم (أن.أف.أل)3
- مايك إيفانز على موقع مرجع كرة القدم المحترفة.كوم (الإنجليزية)
- مايك إيفانز على موقع كلية كرة القدم في سبورتس رفرنس.كوم (الإنجليزية)